# Yakmeni
Yakmeni (accadi: 𒅀𒀝𒈨𒉌, Ia-ak-me-ni) va ser el vint-i-tresè rei d'Assíria segons les Llistes dels reis assiris, on apareix en una secció que l'anomena el setè entre deu reis «dels quals es coneixen els pares».
Yakmeni va ser fill i successor de Yakmesi. El va succeir el seu fill Yazkur-el.